# 12915 Rinoliver
12915 Rinoliver eller 1998 SL161 är en asteroid i huvudbältet som upptäcktes den 2614 september 1998 av LINEAR i Socorro County, New Mexico. Den är uppkallad efter Rinoa Jacqueline Oliver.
Asteroiden har en diameter på ungefär 6 kilometer.